# 2015–2016-os Európa-liga (egyenes kieséses szakasz)
A 2015–2016-os Európa-liga egyenes kieséses szakasza 2016. február 16-án kezdődött és május 18-án ért véget a bázeli St. Jakob-Parkban rendezett döntővel. Az egyenes kieséses szakaszban 32 csapat vett részt, amelyek a csoportkör során a saját csoportjuk első két helyének valamelyikén, illetve az UEFA-bajnokok ligája csoportkörének harmadik helyén végeztek.

## Lebonyolítás
A döntő kivételével mindegyik mérkőzés oda-visszavágós rendszerben zajlott. A két találkozó végén az összesítésben jobbnak bizonyuló csapatok jutottak tovább a következő körbe. Ha az összesítésnél az eredmény döntetlen volt, akkor az idegenben több gólt szerző csapat jutott tovább. Amennyiben az idegenben lőtt gólok száma is azonos volt, akkor 30 perces hosszabbítást rendeztek a visszavágó rendes játékidejének lejárta után. Ha a 2x15 perces hosszabbításban gólt/gólokat szerzett mindkét együttes, és az összesített állás egyenlő volt, akkor a vendég csapat jutott tovább idegenben szerzett góllal/gólokkal. Gólnélküli hosszabbítás esetén büntetőpárbajra került sor. A döntőt egy mérkőzés keretében rendezték meg.

## A legjobb 16 közé jutásért

### Sorsolás
A legjobb 16 közé jutásért zajló mérkőzések párosításainak sorsolását 2015. december 14-én tartották.
A csapatok két kalapba kerültek.
- Kiemelt csapatok: az Európa-liga csoportkörének első helyezettjei, valamint az UEFA-bajnokok ligája csoportkörének négy legjobb harmadik helyezettje
- Nem kiemelt csapatok: az Európa-liga csoportkörének második helyezettjei, valamint az UEFA-bajnokok ligája csoportkörének másik négy harmadik helyezettje

A sorsolás során egy kiemelt csapat mellé egy nem kiemelt csapatot sorsoltak. Figyelembe vették, hogy azonos nemzetű együttesek, illetve az azonos csoportból továbbjutó csapatok nem szerepelhettek egymás ellen. Az UEFA döntése értelmében az orosz és ukrán csapatokat nem sorsolhatták össze egymással.
A második kalapban szereplő csapatok játsszák az első mérkőzést hazai környezetben.
Továbbjutók az Európa-liga csoportköréből
| Színmagyarázat     |
| ------------------ |
| Kiemelt csapat     |
| Nem kiemelt csapat |

| Csoport   | Csoportelső (kiemeltek) | Csoportmásodik (nem kiemeltek) |
| --------- | ----------------------- | ------------------------------ |
| A csoport | Molde FK                | Fenerbahçe SK                  |
| B csoport | Liverpool FC            | FC Sion                        |
| C csoport | FK Krasznodar           | Borussia Dortmund              |
| D csoport | SSC Napoli              | FC Midtjylland                 |
| E csoport | Rapid Wien              | Villarreal CF                  |
| F csoport | Sporting de Braga       | Olympique de Marseille         |
| G csoport | Lazio                   | AS Saint-Étienne               |
| H csoport | Lokomotyiv Moszkva      | Sporting CP                    |
| I csoport | FC Basel                | Fiorentina                     |
| J csoport | Tottenham Hotspur       | Anderlecht                     |
| K csoport | Schalke 04              | Sparta Praha                   |
| L csoport | Athletic Bilbao         | FC Augsburg                    |

Továbbjutók az UEFA-bajnokok ligája csoportköréből
Harmadik helyezettek sorrendje
| Csoport | Csapat            | M | Gy | D | V | Rg | Kg | Gk | P  |
| ------- | ----------------- | - | -- | - | - | -- | -- | -- | -- |
| G       | FC Porto          | 6 | 3  | 1 | 2 | 9  | 6  | +3 | 10 |
| F       | Olimbiakósz       | 6 | 3  | 0 | 3 | 6  | 13 | –7 | 9  |
| B       | Manchester United | 6 | 2  | 2 | 2 | 7  | 7  | 0  | 8  |
| E       | Bayer Leverkusen  | 6 | 1  | 3 | 2 | 13 | 12 | +1 | 6  |
| D       | Sevilla FC        | 6 | 2  | 0 | 4 | 8  | 11 | –3 | 6  |
| H       | Valencia CF       | 6 | 2  | 0 | 4 | 5  | 9  | –4 | 6  |
| C       | Galatasaray       | 6 | 1  | 2 | 3 | 6  | 10 | –4 | 5  |
| A       | Sahtar Doneck     | 6 | 1  | 0 | 5 | 7  | 14 | –7 | 3  |

### Párosítások
Az első mérkőzéseket 2016. február 16-án és 18-án, a visszavágókat február 24-én és 25-én játszották.
| 1. csapat              | Össz.Tooltip Aggregate score | 2. csapat          | 1. mérk. | 2. mérk.   |
| ---------------------- | ---------------------------- | ------------------ | -------- | ---------- |
| Valencia CF            | 10–0                         | Rapid Wien         | 6–0      | 4–0        |
| Fiorentina             | 1–4                          | Tottenham Hotspur  | 1–1      | 0–3        |
| Borussia Dortmund      | 3–0                          | FC Porto           | 2–0      | 1–0        |
| Fenerbahçe SK          | 3–1                          | Lokomotyiv Moszkva | 2–0      | 1–1        |
| Anderlecht             | 3–1                          | Olimbiakósz        | 1–0      | 2–1 (h.u.) |
| FC Midtjylland         | 3–6                          | Manchester United  | 2–1      | 1–5        |
| FC Augsburg            | 0–1                          | Liverpool FC       | 0–0      | 0–1        |
| Sparta Praha           | 4–0                          | FK Krasznodar      | 1–0      | 3–0        |
| Galatasaray            | 2–4                          | Lazio              | 1–1      | 1–3        |
| FC Sion                | 3–4                          | Sporting de Braga  | 1–2      | 2–2        |
| Sahtar Doneck          | 3–0                          | Schalke 04         | 0–0      | 3–0        |
| Olympique de Marseille | 1–2                          | Athletic Bilbao    | 0–1      | 1–1        |
| Sevilla FC             | 3–1                          | Molde FK           | 3–0      | 0–1        |
| Sporting CP            | 1–4                          | Bayer Leverkusen   | 0–1      | 1–3        |
| Villarreal CF          | 2–1                          | SSC Napoli         | 1–0      | 1–1        |
| AS Saint-Étienne       | 4–4 (i.g.)                   | FC Basel           | 3–2      | 1–2        |

### 1. mérkőzések
| 2016. február 16. 18:00 |

| Fenerbahçe SK | 2–0               | Lokomotyiv Moszkva |
| ------------- | ----------------- | ------------------ |
| Souza 18' 72' | (1–0) Jegyzőkönyv |                    |

| Şükrü Saracoğlu Stadion, Isztambul Játékvezető: Martin Strömbergsson (svéd) |

| 2015. február 18. 19:00 |

| Fiorentina       | 1–1               | Tottenham Hotspur     |
| ---------------- | ----------------- | --------------------- |
| Bernardeschi 59' | (0–1) Jegyzőkönyv | Chadli 37' (11-esből) |

| Stadio Artemio Franchi, Firenze Játékvezető: Felix Zwayer (német) |

| 2015. február 18. 19:00 |

| Borussia Dortmund    | 2–0               | FC Porto |
| -------------------- | ----------------- | -------- |
| Piszczek 6' Reus 71' | (1–0) Jegyzőkönyv |          |

| Westfalenstadion, Dortmund Játékvezető: Luca Banti (olasz) |

| 2015. február 18. 19:00 |

| Anderlecht | 1–0               | Olimbiakósz |
| ---------- | ----------------- | ----------- |
| Mbodji 67' | (0–0) Jegyzőkönyv |             |

| Constant Vanden Stock Stadion, Brüsszel Játékvezető: Ivan Bebek (horvát) |

| 2015. február 18. 19:00 |

| FC Midtjylland        | 2–1               | Manchester United |
| --------------------- | ----------------- | ----------------- |
| Sisto 44' Onuachu 77' | (1–1) Jegyzőkönyv | Depay 37'         |

| MCH Arena, Herning Játékvezető: Artur Soares Dias (portugál) |

| 2015. február 18. 19:00 |

| Sevilla FC                   | 3–0               | Molde FK |
| ---------------------------- | ----------------- | -------- |
| Llorente 35' 49' Gameiro 72' | (1–0) Jegyzőkönyv |          |

| Estadio Ramón Sánchez Pizjuán, Sevilla Játékvezető: Gediminas Mažeika (litván) |

| 2015. február 18. 19:00 |

| Villarreal CF | 1–0               | SSC Napoli |
| ------------- | ----------------- | ---------- |
| Suárez 82'    | (0–0) Jegyzőkönyv |            |

| Estadio El Madrigal, Villarreal Játékvezető: Bas Nijhuis (holland) |

| 2015. február 18. 19:00 |

| AS Saint-Étienne                       | 3–2               | FC Basel                        |
| -------------------------------------- | ----------------- | ------------------------------- |
| Sall 9' Monnet-Paquet 39' Bahebeck 77' | (2–1) Jegyzőkönyv | Samuel 44' Janko 56' (11-esből) |

| Stade Geoffroy-Guichard, Saint-Étienne Játékvezető: Anasztásziosz Szidirópulosz (görög) |

| 2015. február 18. 21:05 |

| Valencia CF                                              | 6–0               | Rapid Wien |
| -------------------------------------------------------- | ----------------- | ---------- |
| Mina 4' 25' Parejo 10' Negredo 29' Gomes 35' Rodrigo 89' | (5–0) Jegyzőkönyv |            |

| Estadio Mestalla, Valencia Játékvezető: Miroslav Zelinka (cseh) |

| 2015. február 18. 21:05 |

| FC Augsburg | 0–0         | Liverpool FC |
| ----------- | ----------- | ------------ |
|             | Jegyzőkönyv |              |

| WWK ARENA, Augsburg Játékvezető: David Fernández Borbalán (spanyol) |

| 2015. február 18. 21:05 |

| Sparta Praha | 1–0               | FK Krasznodar |
| ------------ | ----------------- | ------------- |
| Juliš 64'    | (0–0) Jegyzőkönyv |               |

| Generali Arena, Prága Játékvezető: Slavko Vinčić (szlovén) |

| 2015. február 18. 21:05 |

| Galatasaray  | 1–1               | Lazio                |
| ------------ | ----------------- | -------------------- |
| Sarıoğlu 12' | (1–1) Jegyzőkönyv | Milinković-Savić 21' |

| Türk Telekom Arena, Isztambul Játékvezető: Michael Oliver (angol) |

| 2015. február 18. 21:05 |

| FC Sion    | 1–2               | Sporting de Braga         |
| ---------- | ----------------- | ------------------------- |
| Konaté 53' | (0–1) Jegyzőkönyv | Stojiljković 13' Rafa 61' |

| Stade de Tourbillon, Sion Játékvezető: Yevhen Aranovsky (ukrán) |

| 2015. február 18. 21:05 |

| Sahtar Doneck | 0–0         | Schalke 04 |
| ------------- | ----------- | ---------- |
|               | Jegyzőkönyv |            |

| Arena Lviv, Lviv Játékvezető: Hüseyin Göçek (török) |

| 2015. február 18. 21:05 |

| Olympique de Marseille | 0–1               | Athletic Bilbao |
| ---------------------- | ----------------- | --------------- |
|                        | (0–0) Jegyzőkönyv | Aduriz 54'      |

| Stade Vélodrome, Marseille Játékvezető: Craig Thomson (skót) |

| 2015. február 18. 21:05 |

| Sporting CP | 0–1               | Bayer Leverkusen |
| ----------- | ----------------- | ---------------- |
|             | (0–1) Jegyzőkönyv | Bellarabi 26'    |

| Estádio José Alvalade, Lisszabon Játékvezető: Björn Kuipers (holland) |

### 2. mérkőzések
| 2016. február 24. 18:00 |

| Sporting de Braga                     | 2–2               | FC Sion       |
| ------------------------------------- | ----------------- | ------------- |
| Josué 27' (11-esből) Stojiljković 48' | (1–2) Jegyzőkönyv | Gekas 16' 29' |

| Braga városi stadion, Braga Játékvezető: Liran Liany (izraeli) |

| 2015. február 25. 19:00 |

| Lokomotyiv Moszkva | 1–1               | Fenerbahçe SK |
| ------------------ | ----------------- | ------------- |
| Samedov 45'        | (1–0) Jegyzőkönyv | Topal 83'     |

| Lokomotyiv Stadion, Moszkva Játékvezető: Ivan Kružliak (szlovák) |

| 2015. február 25. 19:00 |

| Rapid Wien | 0–4               | Valencia CF                                  |
| ---------- | ----------------- | -------------------------------------------- |
|            | (0–0) Jegyzőkönyv | Rodrigo 59' Feghouli 64' Piatti 72' Vezo 88' |

| Ernst Happel Stadion, Bécs Játékvezető: Paolo Tagliavento (olasz) |

| 2015. február 25. 19:00 |

| Liverpool FC         | 1–0               | FC Augsburg |
| -------------------- | ----------------- | ----------- |
| Milner 5' (11-esből) | (1–0) Jegyzőkönyv |             |

| Anfield, Liverpool Játékvezető: Clément Turpin (francia) |

| 2015. február 25. 19:00 |

| FK Krasznodar | 0–3               | Sparta Praha                     |
| ------------- | ----------------- | -------------------------------- |
|               | (0–0) Jegyzőkönyv | Mareček 51' Frýdek 57' Fatai 70' |

| Kuban Stadium, Krasznodar Játékvezető: Stefan Johannesson (svéd) |

| 2015. február 25. 19:00 |

| Lazio                             | 3–1               | Galatasaray |
| --------------------------------- | ----------------- | ----------- |
| Parolo 59' Anderson 61' Klose 72' | (0–0) Jegyzőkönyv | Öztekin 62' |

| Olimpiai Stadion, Róma Játékvezető: Vladislav Bezborodov (orosz) |

| 2015. február 25. 19:00 |

| Schalke 04 | 0–3               | Sahtar Doneck                         |
| ---------- | ----------------- | ------------------------------------- |
|            | (0–1) Jegyzőkönyv | Marlos 27' Ferreyra 63' Kovalenko 77' |

| Veltins-Arena, Gelsenkirchen Játékvezető: Matej Jug (szlovén) |

| 2015. február 25. 19:00 |

| Athletic Bilbao | 1–1               | Olympique de Marseille |
| --------------- | ----------------- | ---------------------- |
| Merino 81'      | (0–1) Jegyzőkönyv | Batshuayi 40'          |

| San Mamés Stadion, Bilbao Játékvezető: Aleksei Kulbakov (fehérorosz) |

| 2015. február 25. 19:00 |

| Bayer Leverkusen                 | 3–1               | Sporting CP    |
| -------------------------------- | ----------------- | -------------- |
| Bellarabi 30' 65' Çalhanoğlu 87' | (1–1) Jegyzőkönyv | João Mário 38' |

| BayArena, Leverkusen Játékvezető: Ruddy Buquet (francia) |

| 2015. február 25. 21:05 |

| Tottenham Hotspur                        | 3–0               | Fiorentina |
| ---------------------------------------- | ----------------- | ---------- |
| Mason 25' Lamela 63' Gonzalo 81' (öngól) | (1–0) Jegyzőkönyv |            |

| White Hart Lane, Tottenham Játékvezető: Ovidiu Hațegan (román) |

| 2015. február 25. 21:05 |

| FC Porto | 0–1               | Borussia Dortmund    |
| -------- | ----------------- | -------------------- |
|          | (0–1) Jegyzőkönyv | Casillas 23' (öngól) |

| Estádio do Dragão, Porto Játékvezető: Mark Clattenburg (angol) |

| 2015. február 25. 21:05 |

| Olimbiakósz              | 1–2 (h. u.)                 | Anderlecht           |
| ------------------------ | --------------------------- | -------------------- |
| Fortounis 29' (11-esből) | (1–0, 1–0, 1–1) Jegyzőkönyv | Acheampong 102' 111' |

| Karaiszkákisz Stadion, Pireusz Játékvezető: Arnold Hunter (északír) |

| 2015. február 25. 21:05 |

| Manchester United                                          | 5–1               | FC Midtjylland |
| ---------------------------------------------------------- | ----------------- | -------------- |
| Bodurov 32' (öngól) Rashford 64' 75' Herrera 88' Depay 90' | (1–1) Jegyzőkönyv | Sisto 28'      |

| Old Trafford, Manchester Játékvezető: Vad István (magyar) |

| 2015. február 25. 21:05 |

| Molde FK      | 1–0               | Sevilla FC |
| ------------- | ----------------- | ---------- |
| E. Hestad 43' | (1–0) Jegyzőkönyv |            |

| Aker Stadion, Molde Játékvezető: Bobby Madden (skót) |

| 2015. február 25. 21:05 |

| SSC Napoli | 1–1               | Villarreal CF |
| ---------- | ----------------- | ------------- |
| Hamšík 17' | (1–0) Jegyzőkönyv | Pina 59'      |

| San Paolo Stadion, Nápoly Játékvezető: Deniz Aytekin (német) |

| 2015. február 25. 21:05 |

| FC Basel        | 2–1               | AS Saint-Étienne |
| --------------- | ----------------- | ---------------- |
| Zuffi 15' 90+2' | (1–0) Jegyzőkönyv | Sall 90'         |

| St. Jakob-Park, Bázel Játékvezető: Danny Makkelie (holland) |

## Nyolcaddöntők
A nyolcaddöntők sorsolását 2016. február 26-án tartották. Az első mérkőzéseket 2016. március 10-én, a visszavágókat március 17-én játszották.
| 1. csapat         | Össz.Tooltip Aggregate score | 2. csapat         | 1. mérk. | 2. mérk. |
| ----------------- | ---------------------------- | ----------------- | -------- | -------- |
| Sahtar Doneck     | 4–1                          | Anderlecht        | 3–1      | 1–0      |
| FC Basel          | 0–3                          | Sevilla FC        | 0–0      | 0–3      |
| Villarreal CF     | 2–0                          | Bayer Leverkusen  | 2–0      | 0–0      |
| Athletic Bilbao   | 2–2 (i.g.)                   | Valencia CF       | 1–0      | 1–2      |
| Liverpool FC      | 3–1                          | Manchester United | 2–0      | 1–1      |
| Sparta Praha      | 4–1                          | Lazio             | 1–1      | 3–0      |
| Borussia Dortmund | 5–1                          | Tottenham Hotspur | 3–0      | 2–1      |
| Fenerbahçe SK     | 2–4                          | Sporting de Braga | 1–0      | 1–4      |

### 1. mérkőzések
| 2016. március 10. 19:00 |

| Sahtar Doneck                     | 3–1               | Anderlecht     |
| --------------------------------- | ----------------- | -------------- |
| Taison 21' Kucher 24' Eduardo 79' | (2–0) Jegyzőkönyv | Acheampong 69' |

| Arena Lviv, Lviv Játékvezető: Artur Soares Dias (portugál) |

| 2016. március 10. 19:00 |

| FC Basel | 0–0         | Sevilla FC |
| -------- | ----------- | ---------- |
|          | Jegyzőkönyv |            |

| St. Jakob-Park, Bázel Játékvezető: Anthony Taylor (angol) |

| 2016. március 10. 19:00 |

| Borussia Dortmund           | 3–0               | Tottenham Hotspur |
| --------------------------- | ----------------- | ----------------- |
| Aubameyang 30' Reus 61' 70' | (1–0) Jegyzőkönyv |                   |

| Westfalenstadion, Dortmund Játékvezető: Cüneyt Çakır (török) |

| 2016. március 10. 19:00 |

| Fenerbahçe SK | 1–0               | Sporting de Braga |
| ------------- | ----------------- | ----------------- |
| Topal 82'     | (0–0) Jegyzőkönyv |                   |

| Şükrü Saracoğlu Stadion, Isztambul Játékvezető: Clément Turpin (francia) |

| 2016. március 10. 21:05 |

| Villarreal CF  | 2–0               | Bayer Leverkusen |
| -------------- | ----------------- | ---------------- |
| Bakambu 4' 56' | (1–0) Jegyzőkönyv |                  |

| Estadio El Madrigal, Villarreal Játékvezető: Gianluca Rocchi (olasz) |

| 2016. március 10. 21:05 |

| Athletic Bilbao | 1–0               | Valencia CF |
| --------------- | ----------------- | ----------- |
| García 20'      | (1–0) Jegyzőkönyv |             |

| San Mamés Stadion, Bilbao Játékvezető: Björn Kuipers (holland) |

| 2016. március 10. 21:05 |

| Liverpool FC                         | 2–0               | Manchester United |
| ------------------------------------ | ----------------- | ----------------- |
| Sturridge 20' (11-esből) Firmino 73' | (1–0) Jegyzőkönyv |                   |

| Anfield, Liverpool Játékvezető: Carlos Velasco Carballo (spanyol) |

| 2016. március 10. 21:05 |

| Sparta Praha | 1–1               | Lazio      |
| ------------ | ----------------- | ---------- |
| Frýdek 13'   | (1–1) Jegyzőkönyv | Parolo 38' |

| Generali Arena, Prága Játékvezető: Alberto Undiano Mallenco (spanyol) |

### 2. mérkőzések
| 2016. március 17. 19:00 |

| Bayer Leverkusen | 0–0         | Villarreal CF |
| ---------------- | ----------- | ------------- |
|                  | Jegyzőkönyv |               |

| BayArena, Leverkusen Játékvezető: William Collum (skót) |

| 2016. március 17. 19:00 |

| Valencia CF               | 2–1               | Athletic Bilbao  |
| ------------------------- | ----------------- | ---------------- |
| Santi Mina 13' Santos 37' | (2–0) Jegyzőkönyv | Aritz Aduriz 76' |

| Estadio Mestalla, Valencia Játékvezető: Daniele Orsato (olasz) |

| 2016. március 17. 19:00 |

| Lazio | 0–3               | Sparta Praha                    |
| ----- | ----------------- | ------------------------------- |
|       | (0–3) Jegyzőkönyv | Dočkal 10' Krejčí 12' Juliš 44' |

| Olimpiai Stadion, Róma Játékvezető: Ruddy Buquet (francia) |

| 2016. március 17. 21:05 |

| Anderlecht | 0–1               | Sahtar Doneck |
| ---------- | ----------------- | ------------- |
|            | (0–0) Jegyzőkönyv | Eduardo 90+3' |

| Constant Vanden Stock Stadion, Brüsszel Játékvezető: Antonio Mateu Lahoz (spanyol) |

| 2016. március 17. 21:05 |

| Sevilla FC               | 3–0               | FC Basel |
| ------------------------ | ----------------- | -------- |
| Rami 35' Gameiro 44' 45' | (3–0) Jegyzőkönyv |          |

| Estadio Ramón Sánchez Pizjuán, Sevilla Játékvezető: Deniz Aytekin (német) |

| 2016. március 17. 21:05 |

| Manchester United      | 1–1               | Liverpool FC |
| ---------------------- | ----------------- | ------------ |
| Martial 32' (11-esből) | (1–1) Jegyzőkönyv | Coutinho 45' |

| Old Trafford, Manchester Játékvezető: Milorad Mažić (szerb) |

| 2016. március 17. 21:05 |

| Tottenham Hotspur | 1–2               | Borussia Dortmund  |
| ----------------- | ----------------- | ------------------ |
| Son Heung-min 74' | (0–1) Jegyzőkönyv | Aubameyang 24' 71' |

| White Hart Lane, Tottenham Játékvezető: Nicola Rizzoli (olasz) |

| 2016. március 17. 21:05 |

| Sporting de Braga                                         | 4–1               | Fenerbahçe SK |
| --------------------------------------------------------- | ----------------- | ------------- |
| Hassan 11' Josué 69' (11-esből) Stojiljković 74' Rafa 83' | (1–1) Jegyzőkönyv | Potuk 45+3'   |

| Braga városi stadion, Braga Játékvezető: Ivan Bebek (horvát) |

## Negyeddöntők
A negyeddöntők sorsolását 2016. március 18-án tartották. Az első mérkőzéseket 2016. április 7-én, a visszavágókat április 14-én játszották.
| 1. csapat         | Össz.Tooltip Aggregate score | 2. csapat     | 1. mérk. | 2. mérk.   |
| ----------------- | ---------------------------- | ------------- | -------- | ---------- |
| Sporting de Braga | 1–6                          | Sahtar Doneck | 1–2      | 0–4        |
| Villarreal CF     | 6–3                          | Sparta Praha  | 2–1      | 4–2        |
| Athletic Bilbao   | 3–3 (t. 4–5)                 | Sevilla FC    | 1–2      | 2–1 (h.u.) |
| Borussia Dortmund | 4–5                          | Liverpool FC  | 1–1      | 3–4        |

### 1. mérkőzések
| 2016. április 7. 21:05 |

| Sporting de Braga | 1–2               | Sahtar Doneck              |
| ----------------- | ----------------- | -------------------------- |
| Eduardo 89'       | (0–1) Jegyzőkönyv | Rakitskiy 45' Ferreyra 75' |

| Braga városi stadion, Braga Játékvezető: Jonas Eriksson (svéd) |

| 2016. április 7. 21:05 |

| Villarreal CF  | 2–1               | Sparta Praha |
| -------------- | ----------------- | ------------ |
| Bakambu 3' 63' | (1–1) Jegyzőkönyv | Brabec 45+4' |

| Estadio El Madrigal, Villarreal Játékvezető: Ovidiu Hațegan (román) |

| 2016. április 7. 21:05 |

| Athletic Bilbao | 1–2               | Sevilla FC                   |
| --------------- | ----------------- | ---------------------------- |
| Aduriz 48'      | (0–0) Jegyzőkönyv | Kolodziejczak 56' Iborra 83' |

| San Mamés Stadion, Bilbao Játékvezető: Mark Clattenburg (angol) |

| 2016. április 7. 21:05 |

| Borussia Dortmund | 1–1               | Liverpool FC |
| ----------------- | ----------------- | ------------ |
| Hummels 48'       | (0–1) Jegyzőkönyv | Origi 36'    |

| Westfalenstadion, Dortmund Játékvezető: Carlos Velasco Carballo (spanyol) |

### 2. mérkőzések
| 2016. április 14. 21:05 |

| Sahtar Doneck                                                      | 4–0               | Sporting de Braga |
| ------------------------------------------------------------------ | ----------------- | ----------------- |
| Srna 25' (11-esből) Ferreira 43' (öngól) 74' (öngól) Kovalenko 50' | (2–0) Jegyzőkönyv |                   |

| Arena Lviv, Lviv Játékvezető: Pavel Královec (cseh) |

| 2016. április 14. 21:05 |

| Sparta Praha          | 2–4               | Villarreal CF                               |
| --------------------- | ----------------- | ------------------------------------------- |
| Dočkal 65' Krejčí 71' | (0–3) Jegyzőkönyv | Bakambu 5' 49' Castillejo 43' Soriano 45+1' |

| Generali Arena, Prága Játékvezető: Martin Atkinson (angol) |

| 2016. április 14. 21:05 |

| Sevilla FC                                  | 1–2 (h. u.)                 | Athletic Bilbao                            |
| ------------------------------------------- | --------------------------- | ------------------------------------------ |
| Gameiro 59'                                 | (0–0, 1–2, 1–2) Jegyzőkönyv | Aduriz 57' García 80'                      |
| Büntetőpárbaj                               |                             |                                            |
| Coke Krychowiak Konoplyanka N'Zonzi Gameiro | 5–4                         | García Viguera San José Etxebarria Susaeta |

| Estadio Ramón Sánchez Pizjuán, Sevilla Játékvezető: Damir Skomina (szlovén) |

| 2016. április 14. 21:05 |

| Liverpool FC                                  | 4–3               | Borussia Dortmund                   |
| --------------------------------------------- | ----------------- | ----------------------------------- |
| Origi 48' Coutinho 66' Sakho 78' Lovren 90+1' | (0–2) Jegyzőkönyv | Mhitarján 5' Aubameyang 9' Reus 57' |

| Anfield, Liverpool Játékvezető: Cüneyt Çakır (török) |

## Elődöntők
Az elődöntők sorsolását 2016. április 15-én tartották. Az első mérkőzéseket 2016. április 28-án, a visszavágókat május 5-én játszották.
| 1. csapat     | Össz.Tooltip Aggregate score | 2. csapat    | 1. mérk. | 2. mérk. |
| ------------- | ---------------------------- | ------------ | -------- | -------- |
| Sahtar Doneck | 3–5                          | Sevilla FC   | 2–2      | 1–3      |
| Villarreal CF | 1–3                          | Liverpool FC | 1–0      | 0–3      |

### 1. mérkőzések
| 2016. április 28. 21:05 |

| Sahtar Doneck             | 2–2               | Sevilla FC                       |
| ------------------------- | ----------------- | -------------------------------- |
| Marlos 23' Stepanenko 36' | (2–1) Jegyzőkönyv | Vitolo 6' Gameiro 82' (11-esből) |

| Arena Lviv, Lviv Játékvezető: Szymon Marciniak (lengyel) |

| 2016. április 28. 21:05 |

| Villarreal CF | 1–0               | Liverpool FC |
| ------------- | ----------------- | ------------ |
| López 90+2'   | (0–0) Jegyzőkönyv |              |

| Estadio El Madrigal, Villarreal Játékvezető: Damir Skomina (szlovén) |

### 2. mérkőzések
| 2016. május 5. 21:05 |

| Sevilla FC                 | 3–1               | Sahtar Doneck |
| -------------------------- | ----------------- | ------------- |
| Gameiro 9' 47' Mariano 59' | (1–1) Jegyzőkönyv | Eduardo 44'   |

| Estadio Ramón Sánchez Pizjuán, Sevilla Játékvezető: Björn Kuipers (holland) |

| 2016. május 5. 21:05 |

| Liverpool FC                                 | 3–0               | Villarreal CF |
| -------------------------------------------- | ----------------- | ------------- |
| Soriano 7' (öngól) Sturridge 63' Lallana 81' | (1–0) Jegyzőkönyv |               |

| Anfield, Liverpool Játékvezető: Kassai Viktor (magyar) |

## Döntő
| 2016. május 18. 20:45 (CEST) |

| Liverpool FC  | 1–3               | Sevilla FC               |
| ------------- | ----------------- | ------------------------ |
| Sturridge 35' | (1–0) Jegyzőkönyv | Gameiro 46' Coke 64' 70' |

| St. Jakob-Park, Bázel Nézőszám: 34 429 Játékvezető: Jonas Eriksson (svéd) |